# Louis-Henri de Loménie de Brienne
Pour les autres membres de la famille, voir Famille de Loménie.
Louis-Henri de Loménie, né le 13 janvier 1635 à Paris et mort le 17 avril 1698 à La Courneuve est comte de Brienne.